# Họ Khỉ Tân thế giới
Họ Khỉ Tân thế giới, tên khoa học Pitheciidae, là một họ động vật có vú trong bộ Linh trưởng. Họ này được Mivart miêu tả năm 1865.
Phần lớn các loài có nguồn gốc từ khu vực Amazonia khu vực của Brasil, với một số được tìm thấy từ Colombia ở phía bắc Bolivia ở phía nam.

## Đặc điểm
Các loài trong họ khỉ này có kích thước vừa và nhỏ, với kích cỡ từ 23 cm chiều dài đầu-thân, cho những loài nhỏ hơn, 44–49 cm trong các loài lớn hơn. Chúng có lông trung bình đến dài, có một loạt các màu sắc, thường có các mảng màu tương phản, đặc biệt là trên mặt.
Chúng sinh hoạt ban ngày và sống trên cây, được tìm thấy trong các khu rừng nhiệt đới từ đầm lầy, vùng thấp sườn núi. Chúng chủ yếu là [[động vật ăn cỏ|ănthực vật, chủ yếu là trái cây và hạt giống, mặc dù một số loài cũng sẽ ăn một số lượng nhỏ côn trùng. Công thức răng là: {\displaystyle {\tfrac {2.1.3.3}{2.1.3.3}}}

## Phân loại
- Họ Pitheciidae: titi, saki và uakari
  - Phân họ Callicebinae
    - Chi Callicebus
      - Callicebus donacophilus
      - Callicebus modestus
      - Callicebus oenanthe
      - Callicebus olallae
      - Callicebus pallescens
      - Callicebus baptista
      - Callicebus bernhardi
      - Callicebus brunneus
      - Callicebus cinerascens
      - Callicebus hoffmannsi
      - Callicebus moloch
      - Callicebus barbarabrownae
      - Callicebus coimbrai
      - Callicebus melanochir
      - Callicebus nigrifrons
      - Callicebus personatus
      - Callicebus caligatus
      - Callicebus cupreus
      - Callicebus aureipalatii
      - Callicebus discolor
      - Callicebus dubius
      - Callicebus ornatus
      - Callicebus stephennashi
      - Callicebus lucifer
      - Callicebus lugens
      - Callicebus medemi
      - Callicebus purinus
      - Callicebus regulus
      - Callicebus torquatus

  - Phân họ Pitheciinae
    - Chi Cacajao
      - Cacajao melanocephalus
      - Cacajao calvus
      - Cacajao ayresii*
      - Cacajao hosomi*

    - Chi †Carlocebus
      - †Carlocebus carmenensis
      - †Carlocebus intermedius

    - Chi †Cebupithecia
      - †Cebupithecia sarmientoi

    - Chi Chiropotes
      - Chiropotes satanas
      - Chiropotes chiropotes
      - Chiropotes israelita
      - Chiropotes utahickae
      - Chiropotes albinasus

    - Chi †Homunculus
      - †Homunculus patagonicus

    - Chi †Nuciruptor
      - †Nuciruptor rubricae

    - Chi †Paralouatta
      - †Paralouatta marianae

    - Chi Pithecia
      - Pithecia pithecia
      - Pithecia monachus
      - Pithecia irrorata
      - Pithecia aequatorialis
      - Pithecia albicans

    - Chi †Proteropithecia
      - †Proteropithecia neuquenensis

    - Chi †Soriacebus
      - †Soriacebus ameghinorum
      - †Soriacebus adrianae

*Newly described species.
†Extinct taxa.

## Hình ảnh

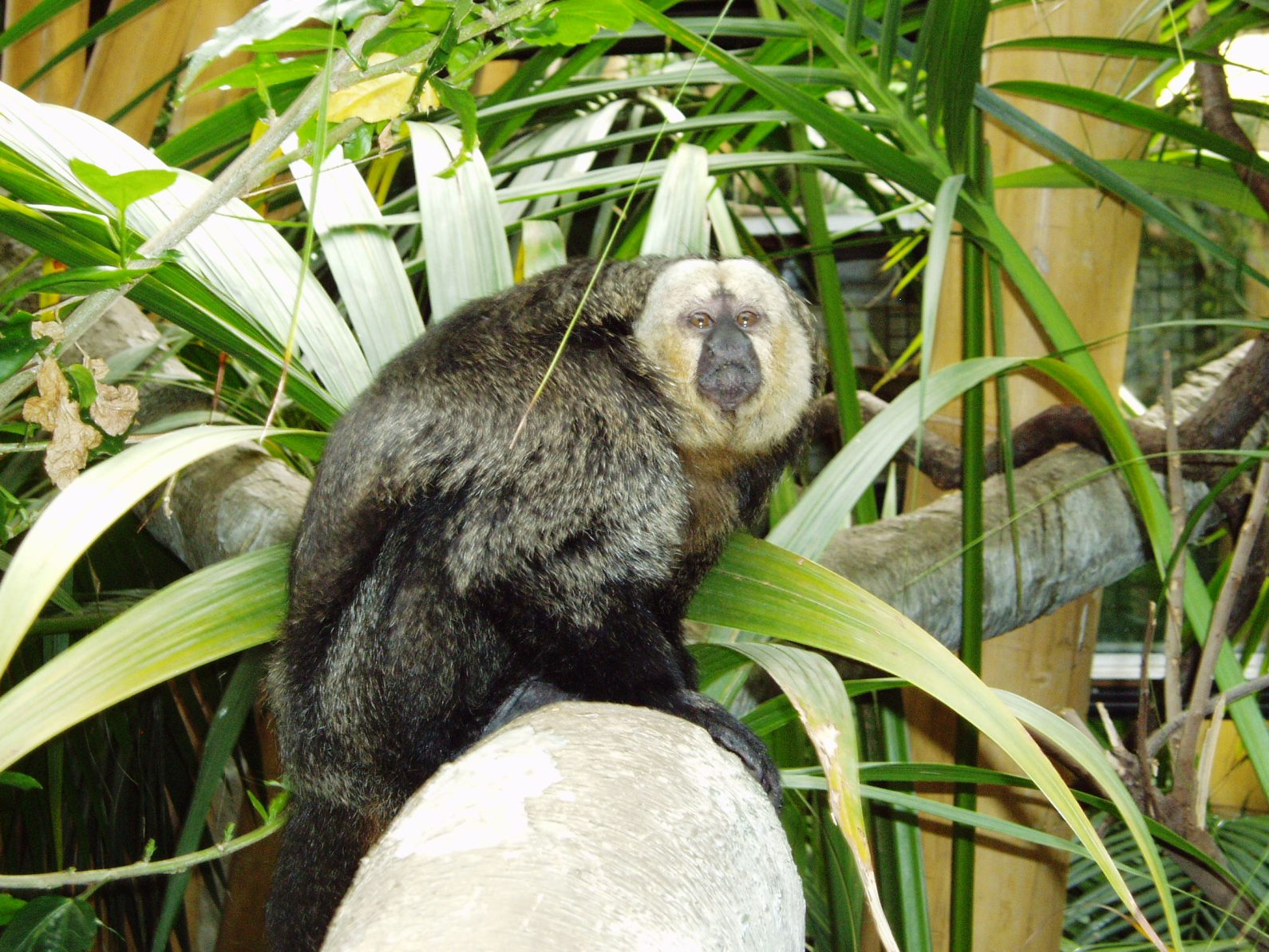
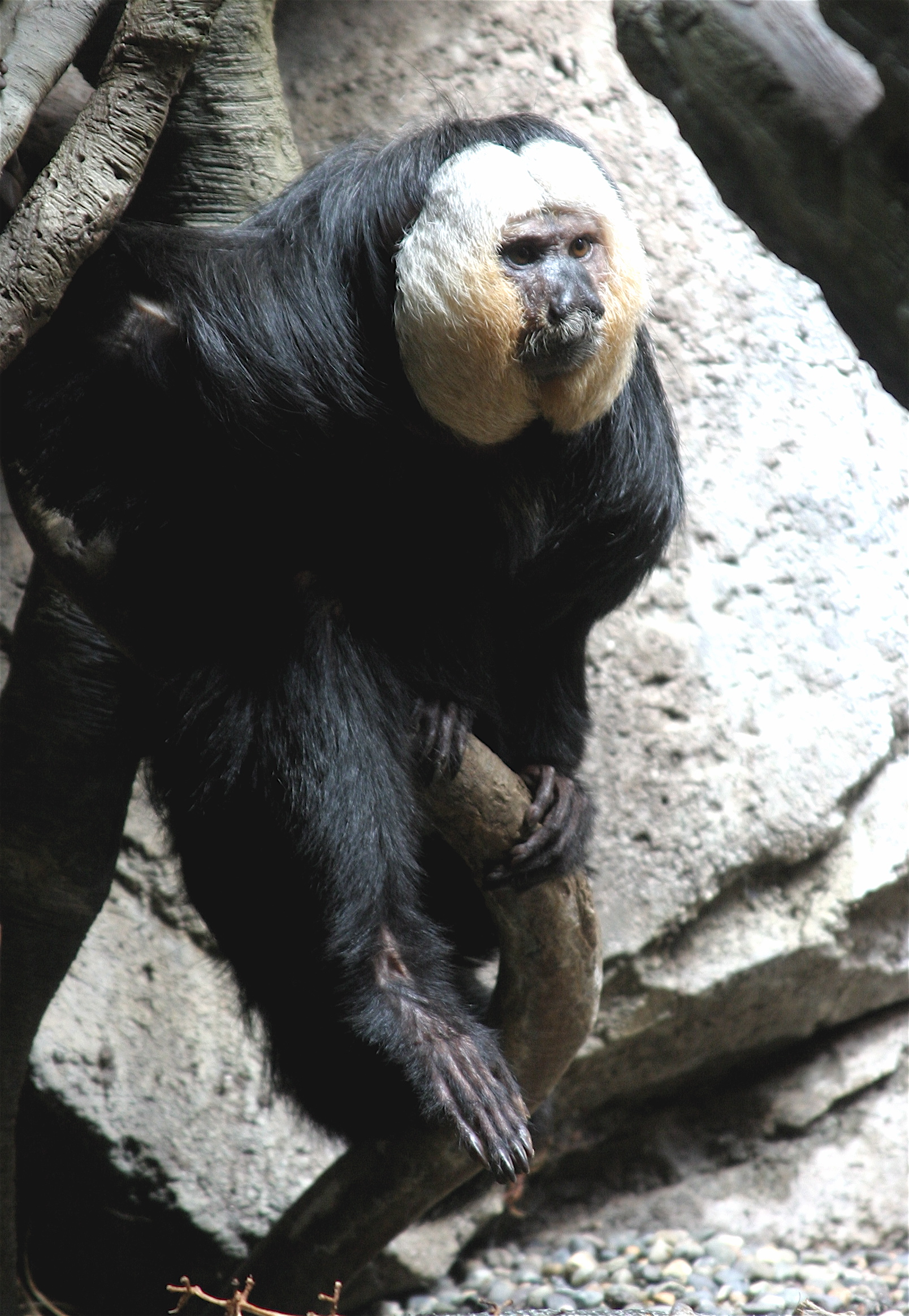
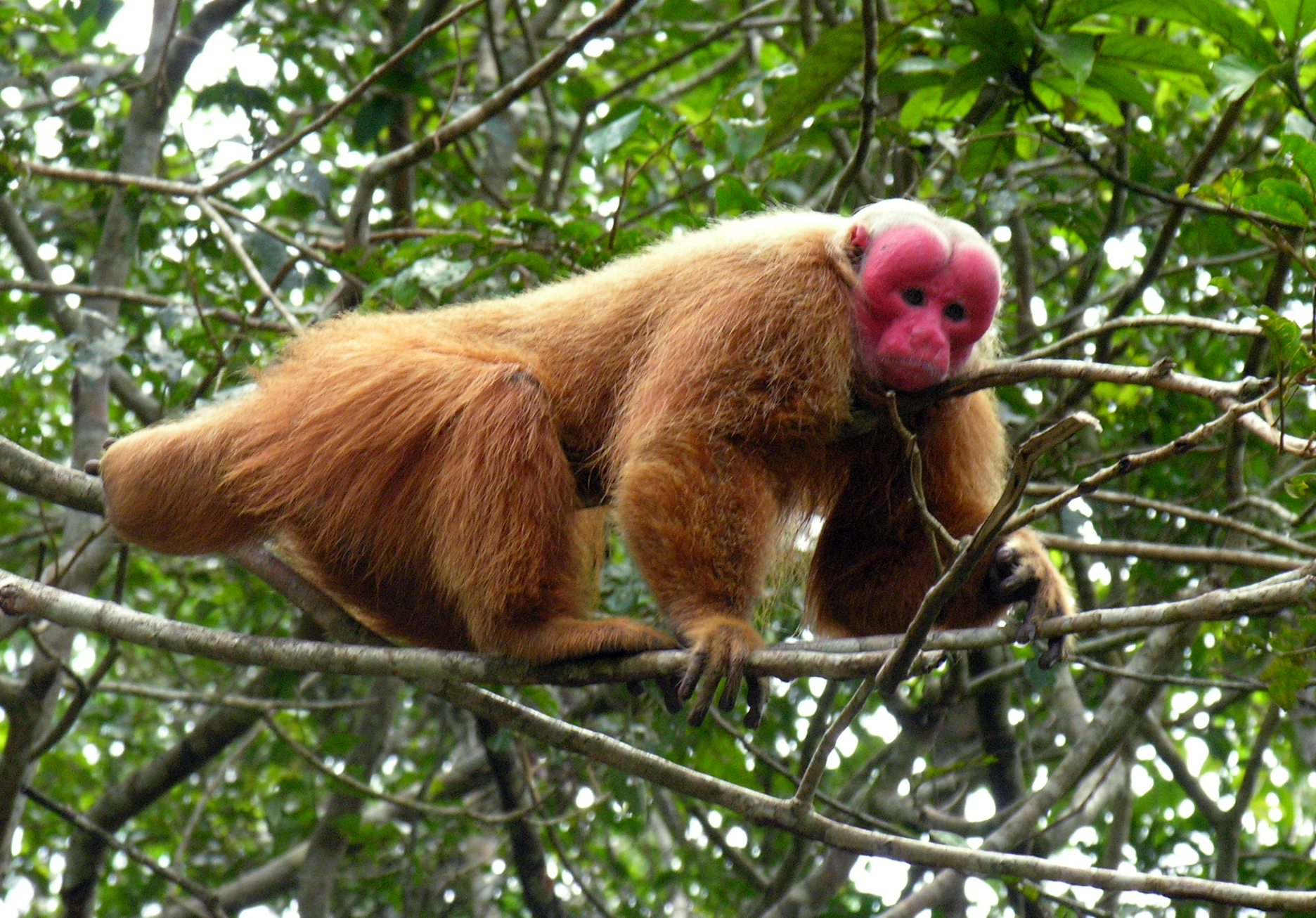
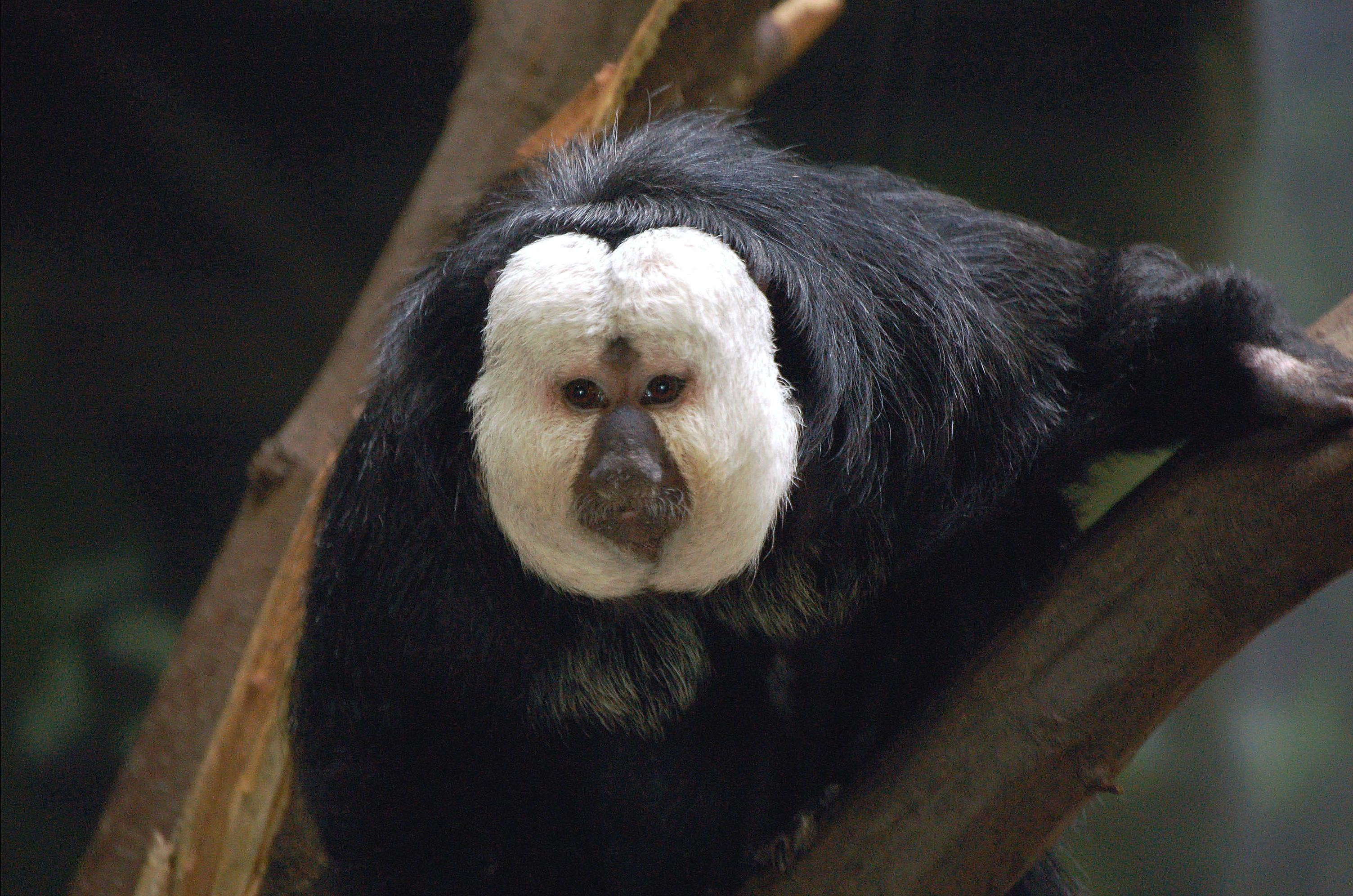